# Scheller (Hohnhorst)
Im Scheller oder einfach Scheller ist eine Ortslage des Ortsteils Hohnhorst der Gemeinde Hohnhorst in der Samtgemeinde Nenndorf im Landkreis Schaumburg in Niedersachsen.

## Geografie
Scheller liegt etwa eineinhalb Kilometer nordöstlich der Ortslage Hohnhorst. Unmittelbar nordöstlich an Scheller grenzt die Ortslage Waldfrieden der Nachbargemeinde Haste. Im Südosten von Scheller verlaufen die Trasse der Bahnstrecke Hannover–Minden und die davon abzweigende Deisterbahn. Der Bahnhof von Haste liegt etwa 100 m östlich von Scheller. Der direkt neben dem Bahnhof in Haste gelegene beschrankte Bahnübergang der Landesstraße 449 wurde im Jahr 2015 durch eine Rampe und Brücke auf Schelleraner Gebiet ersetzt. Eine östlich der Bahnstrecken am Südrand von Haste gelegene Teilfläche der Ortslage Scheller wird als Gewerbegebiet genutzt.

## Geschichte

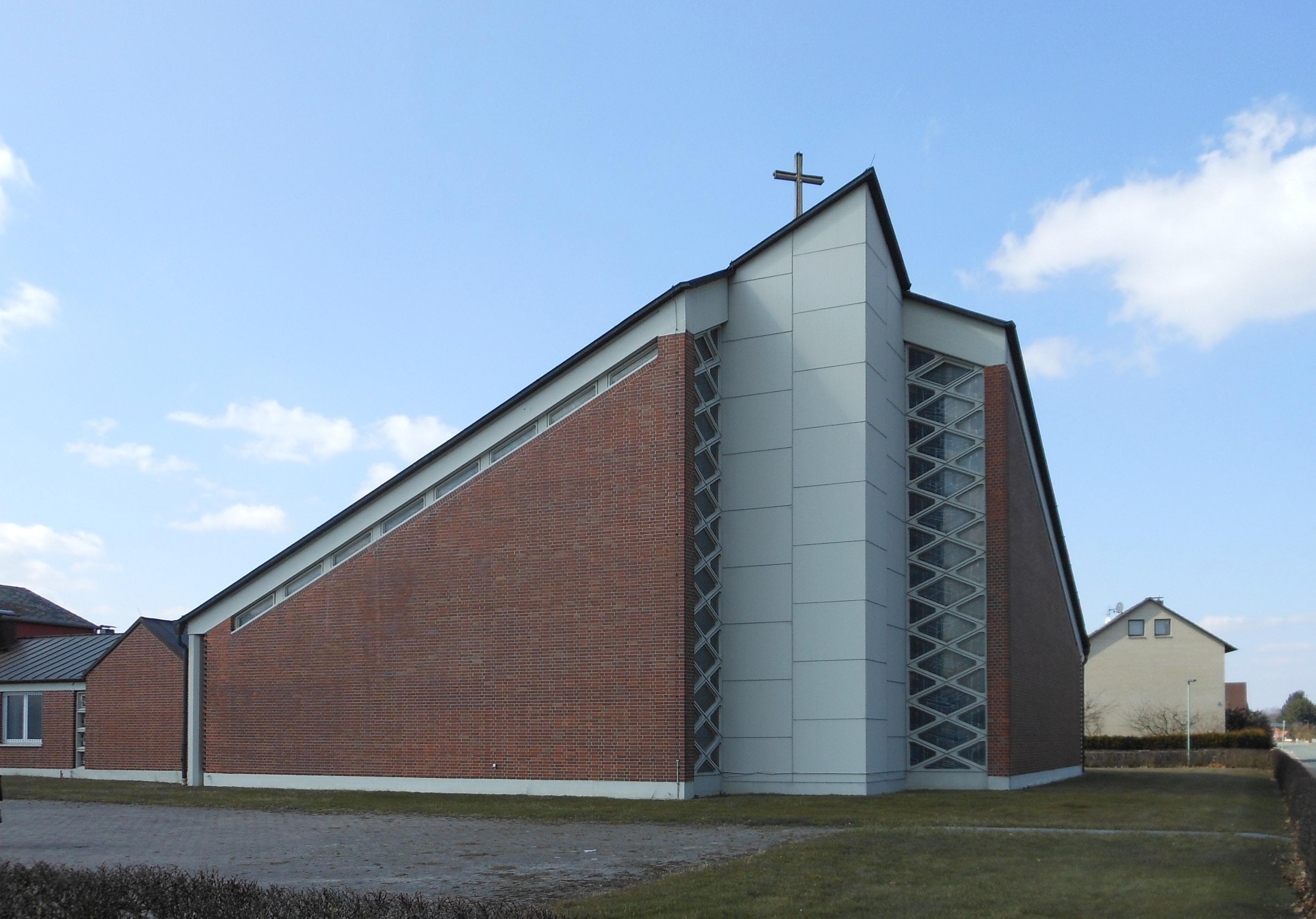
Die Kirche St. Petrus Canisius in Scheller

Anfang der 1960er Jahre mangelte es in Hohnhorst an Baugrundstücken. Da es nicht gelang, Ackerflächen im Ort zu erwerben und zu Bauland zu machen, kaufte die Gemeinde schließlich 1962 drei Morgen Ackerland von Haster Grundbesitzern. Im Dezember 1962 wurde das erste Baugrundstück Im Scheller verkauft. Wegen der großen Nachfrage wurde das Baugebiet bereits 1963 um 14 Hektar erweitert. Das überplante Gebiet reichte damit bis unmittelbar an die Grundstücke der Haster Ortslage Waldfrieden.
Die in Scheller errichtete katholische Kirche St. Petrus Canisius von Hohnhorst wurde am 8. Juli 1967 geweiht.
Erst danach begann der Ausbau der Straßen der sich bis 1977 hinzog.
Im Jahr 1976 wurde auf Schelleraner Gebiet eine Sporthalle für die Grundschule Haste gebaut. Zu deren Einzugsbereich gehören auch alle Ortsteile von Hohnhorst.
Im Jahr 2014 lebten etwa 320 Einwohner in den acht Wohnstraßen von Scheller.
In einem Neubaugebiet am Westrand der Ortslage sollen ab 2019 in zwei Bauabschnitten weitere etwa 70 Grundstücke bebaut werden.